# Exopristoides
Exopristoides is een geslacht van vliesvleugeligen uit de familie Torymidae. De wetenschappelijke naam van dit geslacht is voor het eerst geldig gepubliceerd in 1982 door Boucek.

## Soorten
Het geslacht Exopristoides omvat de volgende soorten:
- Exopristoides dentatus Boucek, 1982
- Exopristoides hypecoi Zerova & Stojanova, 2004